# Liste der Monuments historiques in Le Fayel
Die Liste der Monuments historiques in Le Fayel führt die Monuments historiques in der französischen Gemeinde Le Fayel auf.

## Liste der Bauwerke
| Bezeichnung | Beschreibung                | Standort | Kennzeichnung | Schutzstatus | Datum | Bild           |
| ----------- | --------------------------- | -------- | ------------- | ------------ | ----- | -------------- |
| Schloss     | Erbaut in den 1650er Jahren | (Lage)   | PA00114683    | Inscrit      | 1947  | weitere Bilder |

## Liste der Objekte
| Bezeichnung           | Beschreibung    | Standort          | Kennzeichnung | Schutzstatus | Datum | Bild |
| --------------------- | --------------- | ----------------- | ------------- | ------------ | ----- | ---- |
| Tapete (Chinoiseries) | 18. Jahrhundert | im Schloss (Lage) | PM60000770    | Classé       | 1978  |      |